# Llívia
|  | Per a altres significats, vegeu «Llívia (Lleida)». |

Llívia (pronunciació local IPA: ['ljibi]) és un municipi català de la Baixa Cerdanya, tot i que geogràficament pertany a l'Alta Cerdanya. Té la particularitat de ser un enclavament dins l'Estat francès (Alta Cerdanya - Catalunya Nord), com a conseqüència dels termes del Tractat dels Pirineus (1659), la posterior Conferència de Ceret (1660) i el Tractat de Llívia (1660).
El municipi és integrat, a més de Llívia, pels pobles de Gorguja i de Cereja, el caseriu de Gorguja Petita —mas de Travis— i el mas Jonquer. A més, s'hi troba l'ermita de Sant Guillem de la Prada.
Pertany al partit judicial i a la rodalia de Puigcerdà.
Llívia és coneguda, entre altres coses, per la Farmàcia Esteve, una de les més antigues d'Europa, fundada probablement a principi del segle xv, tot i que està documentada des de 1594. Cal dir, però, que l'apotecaria o farmàcia antiga deixà de desenvolupar la seva activitat tradicional el 1926 i actualment és un museu.

## Etimologia
Noms que ha tingut la Vila de Llívia al llarg dels segles:
- Iulia Lybica (època romana)
- Castrum Libyae (s. VII)
- Medinet el Bab [ciutat de la porta] (època àrab)
- Libia (segle ix - xvi)
- Llívia (actualment)

## Geografia o medi físic
- Llista de topònims de Llívia (Orografia: muntanyes, serres, collades, indrets..; hidrografia: rius, fonts...; edificis: cases, masies, esglésies, etc).

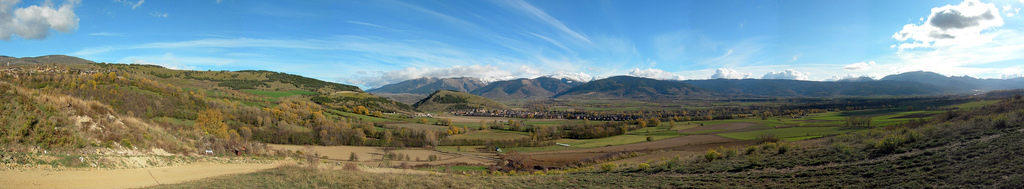
Vista panoràmica de Llívia i el seu entorn

La vila de Llívia (1.223 m) es troba als Pirineus, a la comarca de la Cerdanya. Se situa al peu del Turó del Castell, tot estenent-se pel pla de Fontanelles.
Confronta amb els termes de la Guingueta d'Ix –zona de Càldegues– i de Santa Llocaia –Serra de Concellabre–, a migdia; d'Ur i d'Angostrina i Vilanova de les Escaldes, a ponent; de Targasona, a tramuntana; i d'Estavar i de Sallagosa, a llevant.
El Segre creua el terme municipal, entrant-hi per Estavar. Al seu pas per Llívia, rep les contribucions fluvials dels rius Er, Targasona i Éguet.
Vers el nord-est i darrere de la carena del puig del Castell, pot accedir-se als tranquils paratges de la font del Sofre, més propera i situada a la petita vall d'Estaüja, i de la font del Ferro, a la confluència del torrent del Tudó amb la riera de les Valls o de Targasona. Al seu territori destaquen el Puig de Llívia (1.357,5 m) –també anomenat Turó del Castell–, el Serrat de Baladret (1.428 m) i el Pla del Tudó (1.403 m), a més de la Roca Canal i el Serrat de Palmanill, tot formant una petita serra prolongada en direcció al caos de Targasona i d'Angostrina, i sobresortint de la fèrtil plana que envolta la vila.
La seva superfície és de 12,84 km².

### Accessos
- N-152 des de Puigcerdà i C.D. 68 de l'estat francès fins a enllaçar amb el segon tram de la N-152 dins el terme municipal de l'enclavament. (Lliure circulació, d'acord amb l'article 21 del Tractat de Límits del 26-VI-1866). Dins el curt tram francès hi ha el trencall cap a Ur, des d'on es connecta amb la carretera N20 (La Guingueta d'Ix-París).
- Accessos des de Llívia per la N-152 a les carreteres de l'estat francès d'Estavar-Font-Romeu i Sallagosa.

## Climatologia
Llívia es troba inclosa en la regió biogeogràfica eurosiberiana que correspon a la vegetació de la muntanya mitjana humida, caracteritzada per un clima fred a l'hivern i amb pluviositat elevada a l'estiu.

## Demografia
En els darrers segles, la població ha estat canviant, oscil·lant entre els 700 i els 1.200 habitants, aproximadament, amb un mínim vers el 1940. Actualment, el municipi té 1417 habitants (2019).
| 1497 f | 1515 f | 1553 f | 1717 | 1787 | 1857 | 1877  | 1887  | 1900 | 1910 |
| ------ | ------ | ------ | ---- | ---- | ---- | ----- | ----- | ---- | ---- |
| 55     | -      | 72     | 680  | 777  | 968  | 1.070 | 1.236 | 941  | 994  |

| 1920 | 1930 | 1940 | 1950 | 1960 | 1970 | 1981 | 1990 | 1992 | 1994 |
| ---- | ---- | ---- | ---- | ---- | ---- | ---- | ---- | ---- | ---- |
| 877  | 743  | 723  | 755  | 755  | 856  | 921  | 910  | 851  | 851  |

| 1996 | 1998 | 2000  | 2002  | 2004  | 2006  | 2008  | 2010  | 2012  | 2014  |
| ---- | ---- | ----- | ----- | ----- | ----- | ----- | ----- | ----- | ----- |
| 924  | 975  | 1.013 | 1.133 | 1.173 | 1.291 | 1.517 | 1.608 | 1.689 | 1.536 |

| 2016  | 2018  | 2020  | 2022  | 2024  | 2026 | 2028 | 2030 | 2032 | 2034 |
| ----- | ----- | ----- | ----- | ----- | ---- | ---- | ---- | ---- | ---- |
| 1.467 | 1.428 | 1.431 | 1.495 | 1.560 | -    | -    | -    | -    | -    |

## Història

Escut no oficial de Llívia

### Prehistòria
Llívia és documentalment l'agrupació humana més antiga de la Cerdanya.
La primera ocupació del territori correspon a la fi de l'edat del bronze, localitzada tant a dalt del castell com a rampeu. La població indígena rebé les influències del món ibèric i poc temps després, cap al darrer quart del segle i aC, la colonització romana.
S'ha especulat que la població anomenada Brachile, capital dels karretans, ceretans o ceretes, podia haver estat la Llívia preromana.

### Edat Antiga

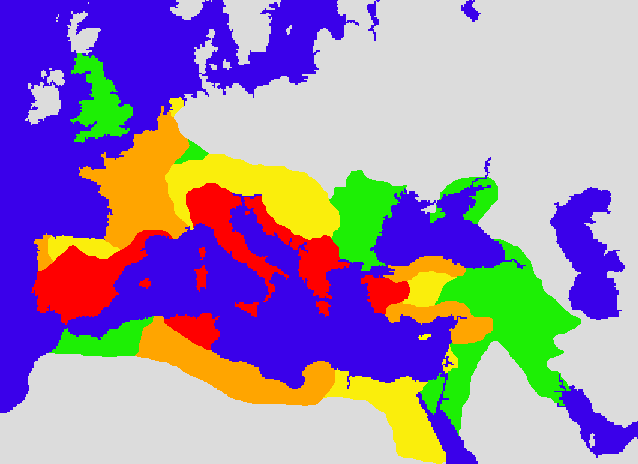
Mapa de l'Imperi Romà a l'any 133 aC (vermell), 44 aC (taronja), 14 dC (groc), i 117 dC (verd).

Com a conseqüència de la II Guerra Púnica, l'àrea catalana restà sota dominació romana cap al 200 aC. Els romans avançaren vers la Cerdanya a través de la vall del Tet (Conflent i Rosselló), procedents de Narbona.
Els romans construïren la Strata Confluetana que perllongaren cap a Lleida seguint el curs del Segre. A aquest tram se l'anomenà Strata Ceretana i data del 250 aC, aproximadament.

Els romans no pogueren ocupar amb molta facilitat els territoris controlats pels ceretans, ja que aquests hi van oposar resistència. En una data tan tardana com l'any 50 aC, el general Caius Fabius va expulsar del Pirineu oriental els seguidors de Pompeu, que s'hi havia establert i rebut suport local. Cap al 39 aC, Domicius Calvinus, tractava de pacificar els natius, ja que 200 anys de romanització no havien estat suficients.
Els romans van fortificar un castrum (campament romà) a Iulia Lybica, l'actual Llívia, amb la qual cosa esdevingué la capital de la Cerdanya durant molts segles i rivalitzà en importància amb La Seu d'Urgell. És poc probable que Iulia Lybica fos de fundació exclusivament romana i molt més probable que ja hi hagués aquí un nucli de població ceretana força antic i d'una certa importància.

La fundació o l'elecció de l'indret no és casual. Iulia Lybica es trobava a un turó molt estratègic, que servia per vigilar els passos del port del Pimorent, a través de la vall del Querol, i del Coll de la Perxa, a més de ser un bon punt d'observació dels passos de Toses i del Pendís. Tanmateix, molt a prop de Llívia es trobaven aquae calidae (fonts termals), que encara es conserven a Dorres i a altres punts de la rodalia, a les quals els romans eren molt afeccionats.
Segons l'historiador Ptolemeu, Iulia Lybica fou un nom concedit per Juli Cèsar al poble que hi havia a Llívia abans de l'ocupació romana i que probablement s'anomenava Kerre o Ker. La presència romana a Llívia no només és documental, sinó que s'hi han trobat moltes restes d'origen romà: mosaics, ceràmiques, denaris (monedes), restes d'edificacions, murs, etc.
La probable concessió del títol de municipi per part de l'emperador Juli Cèsar –i d'aquí, possiblement, el seu nom de Iulia Lybica– i el fet d'erigir-se en capital és reflex de la seva importància en el marc pirinenc. Juli Cèsar també li atorgà el dret romà, privilegi que es concedia a poques ciutats i que feia que Iulia Lybica estigués regida per les mateixes lleis que Roma i no es tractés com una simple possessió conquerida. És a dir, el dret i la ciutadania.
L'any 116 fou destruïda per una rebel·lió i més tard repoblada sota l'emperador Adrià, el qual envià una colònia per restaurar el nucli de població sota la seva protecció.
La romanització, que tant havia costat d'imposar-se, un cop establerta eliminà tot rastre de la cultura anterior. Deixà una petjada molt difícil d'esborrar, si bé es mantingué un substrat preromà que tornà a reaparèixer amb moderació quan el domini romà decaigué.

### Edat mitjana

#### Època visigòtica
En els inicis del cristianisme es constitueix un bisbat però amb seu a l'Urgell, al començament del segle vi. El primer bisbe conegut, Sant Just, figura entre els participants al concili de Toledo (531) i als de Lleida i València (546).
Al final del període visigot el poder de la monarquia està molt debilitat. El 672 a Basconia, Nimes i Magalona rebutgen la coronació de Vamba (672-680), que hi envia a Pau com a duc de la Septimània per sotmetre-la. Però la noblesa de la Tarraconense recolza fer rei Pau, i és ungit rei a Narbona amb la corona d'or que Recared havia cedit a Sant Feliu de Girona. Pau es considera "rei ungit de l'est" i a Wamba "rei del sud". Els francs el recolzen. El rei visigot Wamba sufoca l'aixecament enviant exèrcits a través de la Strata Ceretana des d'Ilerda (Lleida) fins a Iulia Lybica, lloc on el bisbe d'Urgell Jacint i el got Arangiscle s'han fortificat i són derrotats.
La influència visigoda a la Cerdanya, que no comportà moviments poblacionals, no fou pas massa forta, excepte en la constitució d'una aristocràcia guerrera d'origen got.

#### Època musulmana
L'any 720, després de l'invasió sarraïna de la península Ibèrica, els omeies emprenen la invasió d'Ifranja, la terra dels francs. L'últim rei got Ardó (713-720) va morir en el setge de Narbona, i tots els nobles van ser executats o deportats captius a Andalus. El duc de Tolosa Eudes d'Aquitània, fill del basc Llop, que el 721 venç els àrabs a la batalla de Tolosa amb tropes bascones, i s'alia amb el valí de Narbona Utman Munusa, berber rebel·lat contra els omeies de Còrdova, casant-lo amb la seva filla el 725. Així va evitar enfrontaments. Munusa fortificael castrum Libyae cap al 731 i fa cremar a la foguera a Nambad, bisbe d'Urgell, aliat dels àrabs.
Segons conta la llegenda, el govern de Munusa es caracteritzà per un domini molt dur fins que s'enamorà de Lampègia, filla del duc Eudes d'Aquitània. Visqueren en pau i tranquil·litat a Llívia. Munusa es convertí al cristianisme i feu construir una ermita. Això va arribar a oïdes d'Abd-el-Rahman ibn 'Abd-Allah al Gafiqi, qui envià un exèrcit que ho arrasà tot al seu pas al llarg del Segre fins a Llívia. Munusa i Lampègia poqueren escapar fins als boscos d'Odelló, a la Perxa. Allí, hi amagaren la imatge de la Verge que s'havien endut per tal que no la destruïssin. Finalment, Munusa fou capturat i decaptitat, mentre que Lampègia fou portada a Abd-el-Rahman, qui s'enamorà d'ella.
Munusa fou derrotat a Llívia pel valí cordovès Abd-el-Rahman ibn 'Abd-Allah al Gafiqi, que prosseguí la seva ofensiva fins a Poitiers, camí de Tours, on fou derrotat pel duc Eudes i Carles Martell l'any 732. Els supervivents es van retirar en desordre cap a Narbona, que va restar, junt amb tota la Septimània, l'únic reducte musulmà al nord dels Pirineus. Poitiers fou el punt més septentrional que els musulmans assoliren i on començà la reconquesta per part dels francs. La Septimània i el Rosselló foren alliberats dels musulmans cap al 759, i la Cerdanya el 778, amb la qual cosa la dominacio musulmana (que tampoc comportà ni moviments poblacionals ni aculturació) amb prou feines arribà a cinquanta anys.

#### Època carolíngia
Sota el domini dels reis francs, Llívia es constitueix com a capital del Comtat de Cerdanya, una unitat administrativa encarregada al comte d'Urgell-Cerdanya. Foren nomenats successivament comtes Borrell I (790), Asnar I Galí (820) i el seu fill Galí I Asnar (824), Sunifred d'Urgell-Cerdanya (839), Salomó d'Urgell-Cerdanya (848) i Guifré I el Pilós (870).
Llívia és la capital del Pau de Llívia, una de les tres zones administratives de la vall del Segre, junt amb el Pau de Talló governada per la canònica Santa Maria de Talló; i el Pau de Bar on hi havia el castell de Bar i el castell de Sant Martí confiats a un lloctinent, futur vescomte de Cerdanya..
La capitalitat administrativa es decantà cap a l'Urgell per ser seu del Bisbat d'Urgell, mentre que Llívia va quedar com a capital militar. S'han localitzat dos panys de mur semicirculars que podrien correspondre al castell d'època carolíngia o anterior. L'església de Santa Maria del Puig està documentada al 935.

#### Època comtal
Després de Guifré el comtat de Cerdanya esdevé hereditari, i queda deslligat del d'Urgell. Llívia amb el seu castell esdevé la capital d'un gran territori, veritable contrapoder del gran comtat de Barcelona.
Miró II de Cerdanya (897-927), fill de Guifré I, hereta el Comtat de Cerdanya i l'amplia amb la incorporació dels pagi de Berga, Conflent, Fenolleda i Capcir, i el comtat de Besalú. Es dedica a continuar l'obra repobladora del seu pare Guifré al Berguedà i l'organització eclesiàstica del nou bisbat de Vic, i estableix relacions amb els comtats de Pallars i Ribagorça, amb el seu matrimoni amb Ava de Ribagorça, i el de la seva filla Goltregoda amb el comte Llop I de Pallars.
Després de Miró cogovernen Cerdanya (amb Conflent i Berguedà) els seus fills Sunyer II de Cerdanya (927-965), i Oliba Cabreta (965-988), que amplia el comtat recuperant Capcir, Salt, Fenolleda i Donassà; i el fill d'Oliba Cabreta, Guifré II de Cerdanya (988-1035), que entra en conflicte amb el comtat d'Urgell per intentar independitzar-se del bisbat d'Urgell. Era germà de Bernat Tallaferro, hereu dels comtats de Besalú i Ripoll, i de l'influent abat Oliba. Són anys d'impuls i esplendor dels monestirs de Ripoll, Cuixà i Arles i Canigó, i de fonamentació de les lleis i institucions de la nova societat catalana.
El primers anys dels segle xi són de revoltes nobiliàries. El fill de Guifré II, Ramon Guifré de Cerdanya, casat amb Guisla de Pallars, s'enfronta a la revolta del vescomte de Cerdanya Bernat Sunifred, i alhora manté conflictes amb els comtes de Foix, Tolosa, Barcelona-Urgell i Besalú, i al bisbat d'Elna. Després de força diplomàcia, Ramon Guifré ret homenatge al comte de Barcelona Ramon Berenguer I, i pacta el matrimoni dels seus fills.
El poder de la nissaga comtal de Cerdanya queda molt afeblit. Guillem I (1068-1095), casat amb Sança, filla de Ramon Berenguer I i Almodis, és oncle i tutor de Ramon Berenguer III; els seus fills Guillem II (1094-1109) i Bernat Guillem I (1109-1117) moren sense descendència. El comtat passa al seu cosí matern Ramon Berenguer III, Comte de Barcelona.

#### Corona d'Aragó
Comença el declivi de Llívia. El seu net Alfons el Cast funda la vila fortificada de Puigcerdà entre els anys 1177 i 1178, i Llívia perd definitivament la capitalitat militar que ha tingut fins llavors. Per reblar-ho, l'ultim comte Nunó Sanç el 1225 funda Bellver de Cerdanya com a segona capital administrativa. En morir el 1242 sense descendència, el comtat de Cerdanya-Roselló passa al domini del rei Jaume I, que reconstrueix el castell per reforçar les defenses a conseqüència del Tractat de Corbeil (1258).
En morir Jaume I deixa la Cerdanya a Jaume II de Mallorca (1276 - 1311), qui converteix Perpinyà en la segona capital del Regne de Mallorques. Fins que el rei Pere el Cerimoniós s'enfronta a Jaume III de Mallorca i el 1343-1344 envaeix Mallorca i Rosselló-Cerdanya-, i queden directament annexionades a la Corona d'Aragó.
El rei Joan II pel Tractat de Baiona (1462) empenyora al rei Lluís XI de França els Comtats de Rosselló i Cerdanya a canvi d'ajuda militar per tal de sotmetre la resta de Catalunya durant la Guerra Civil Catalana. Llívia pateix la invasió francesa (1462-1473) i un setge de 14 mesos que acaba amb l'ocupació permanent i la voladura i destrucció del seu castell el 1479, fins que el 1493 Ferran II el Catòlic i Carles VIII de França pacten en el Tractat de Barcelona el retorn dels comtats a Catalunya.
En aquella època a Llívia s'instal·la una farmàcia, que avui encara perdura convertida en museu Farmàcia Esteve de Llívia.

### Edat Moderna

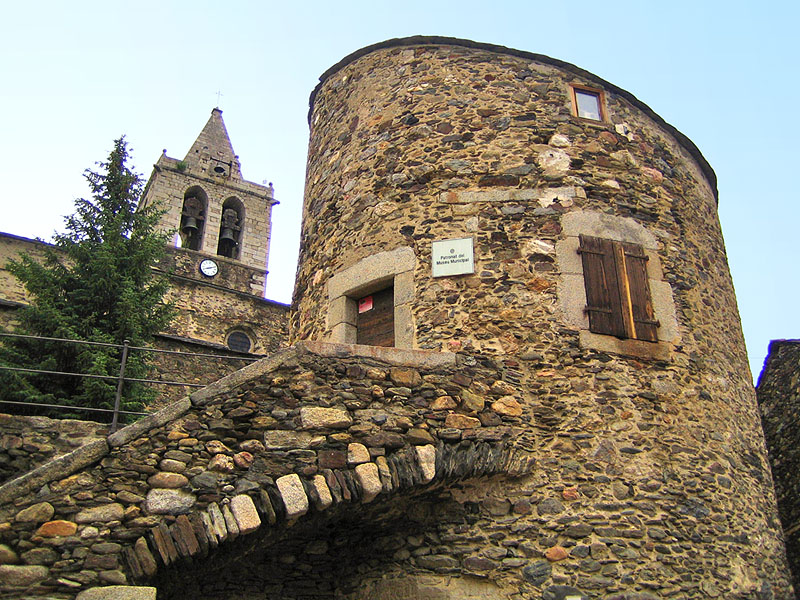
Torre Bernat de So a Llívia

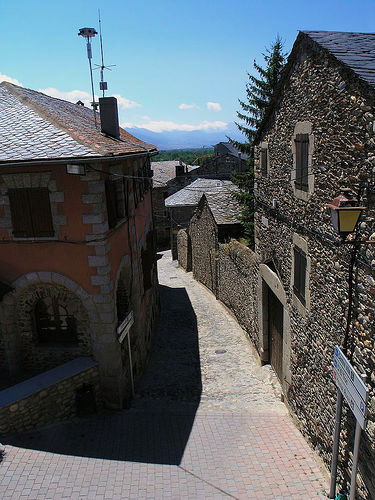
Un carreró del Barri Antic

Mancada Llívia del seu castell, fou posada immediatament sota protecció reial ("Lloc Reial"), essent regida per un batlle i un Conseller Municipal, si bé aquest sistema no esdevingué plenament estable fins al segle xvi. Per a l'elecció dels càrrecs públics s'instaurà un sistema d'insaculació l'any 1574. A la segona meitat del segle xvi es recolliren els antics privilegis al Llibre Ferrat, al qual s'afegiren alguns textos el 1579 i uns altres més el segle xvii.
El 1528, l'emperador Carles V concedí a Llívia el títol de Vila. Potser aquest fou el títol més determinant de tota la història de Llívia, ja que fou el que feren servir els lliviencs un segle més tard, amb el Tractat dels Pirineus a la mà per oposar-se a formar part de França.
El fet més destacat, doncs, d'aquesta era per a Llívia fou el Tractat dels Pirineus. Entre el 1659 i el 1660 i en el marc d'aquest tractat, el regne de França aconseguí el nord de Catalunya, és a dir: tot el Rosselló, el Vallespir, el Conflent, el Capcir i part de la Cerdanya. Per a aquesta comarca, la discussió entre els comissionats espanyols i francesos fou llarga, ja que tots tenien presents els avantatges estratègics que comportava la seva possessió. Els francesos arribaren a acceptar de deixar Bellver a Espanya i fins i tot Puigcerdà, mentre es garantiren l'annexió de 33 pobles cerdans, dels quals se salvà Llívia de formar-ne part, en al·legar Miquel de Salbà i de Vallgornera, comissionat espanyol, que el tractat parlava de villages o "pobles" i que Llívia no era altra cosa que una "vila" i, per tant, no podia formar part de la zona segregada.
Els francesos, però, introduïren una darrera clàusula: mai més no podria fortificar-se aquesta població, cosa que fou mig autojustificada pel Consell d'Aragó en argumentar que els francesos no retindrien Llívia i, per tant, la condició de no fortificar-la no era important, ja que s'havia començat la de Puigcerdà. A canvi, el camí que uniria Llívia de Puigcerdà seria un camí reial, lliure de peatge. El Tractat de Llívia (1660) fou l'acord complementari que en consumava la separació.
Fins al 1716 pertanyé a la vegueria de Cerdanya, i des de llavors al corregiment de Puigcerdà, excepte en el període 1812-13, en què ran de l'annexió de Catalunya a França fou del departament del Segre; fins que al 1833 fou adscrita a la província de Girona.
El 1868, sota el definitiu Tractat de Baiona (1868), s'establiren les fites que separen els territoris estatals de França i d'Espanya, amb els agregats de Gorguja i Cereja, així com els camins que havia de seguir el bestiar per pasturar als prats comunals del Carlit i els drets de reg.
Cal tenir present que el concepte de sobirania estatal i el d'estat mateix no era el mateix a l'època en què se signà el Tractat dels Pirineus que el que tenim des del segle xix i, molt més acusadament, des del segle xx. El canvi de sobirania dels municipis cerdans no fou inicialment traumàtic, ja que representava poc més que passar de dependre d'un senyor a passar a dependre d'un altre. Però a partir de la Revolució Francesa es detecta un canvi molt més acusat. La llengua francesa s'imposà com a única oficial –tal com passa encara avui dia–: l'estat francés tractà d'esborrar tot rastre de l'antiga pertinença a Catalunya i els mateixos cerdans francesos maldaren per oblidar-la en benefici de la d'un estat més important. Tot i així, els matrimonis mixtos entre cerdans d'un i l'altre costat de la ratlla han estat freqüents sempre, igual que molts propietaris que tenen camps i masies a un i altre costat, protegits pel mateix Tractat dels Pirineus.

## Economia
Al segle xix hi hagué una important activitat tèxtil, amb diverses fàbriques, així com dos molins fariners i altres indústries. Actualment, a més de l'agricultura, la població viu del comerç –rams de l'alimentació i del vestit, sobretot– i de serveis en general, així com de l'hostaleria.

### Agricultura i ramaderia
La superfície conreada representa al voltant del 60% del terme, i resulta ser la de major volum de la Baixa Cerdanya. A més, quasi una tercera part és de regadiu. Hi predomina el conreu de patates per sobre del de cereals (quasi exclusivament blat), els prats i els farratges. Contràriament, la superfície destinada a horta i fruiters –pereres– és molt reduïda. Té per mercat agrícola principal i àrea comercial Puigcerdà.

### Hostaleria i gastronomia
Llívia és una població amb una gran abundància de restaurants, tant de qualitat com assequibles. Pel que fa a l'allotjament, hi ha diversos hotels, apartahotels, hostals i fondes, a més d'un alberg, oferint un total de 133 places d'hotel i 29 d'allotjament rural.

### Esports
Llívia disposa d'un Pavelló Poliesportiu Municipal, un camp de futbol, una piscina municipal, un skatepark i un centre d'hípica.
Els esports més practicats entre els lliviencs són el bàsquet i el futbol. A l'estiu la piscina s'omple de turistes.
D'altra banda, a la vila hi ha la Penya Barcelonista de Llívia.
Per Llívia passa el Camí de Sant Jaume que procedent de l'Europa meridional que entrava pels colls de la Perxa i Pimorent en direcció a Jaca on confluïa amb altres camins.

## Política i administració
| Entitat de població | Habitants (2024) |
| Llívia              | 1.488            |
| Cereja              | 52               |
| Gorguja             | 21               |
| Font: Idescat       |                  |

Composició del consistori (eleccions municipals del maig del 2023)
Fem Llívia: 6 regidors (Alcalde Albert Cruïlles Ruaix)
Per Llívia: 2 regidors
Junts Llívia Futur: 1 regidors
L'equip de govern el formen els 6 regidors de Fem Llívia.

## Llocs d'interès
El nucli antic de la vila de Llívia està declarat com a bé cultural d'interès nacional en la categoria de conjunt històric. Les cases dels carrers del Mercadal, de Fontcitrane, de Santa Maria, i l'antiga plaça Major, conserven la típica arquitectura cerdana, amb teulada de pissarra, portals amb clau granítica, façana de pedra picada i balconades i porticons de fusta.
Hi destaca l'església la Mare de Déu dels Àngels, la torre de Bernat de So que s'usà com a casa de la vila i com a presó i allotjà la Farmàcia, el Museu de l'antiga Farmàcia de Llívia, i també la creu de Toret. Junts formen el patrimoni del Museu Municipal de Llívia.
Altres llocs d'interès són el Castell de Llívia, el Museu de la Pagesia. i el Parc de Sant Guillem.

## Fires i festes
- Festa Major. Se celebra el primer dilluns després de Pasqua (pasqüetes).
- Festival de música de Llívia
- Escola Catalana de la Festa (Festcat), de 1996 a 2012 tenia lloc la segona setmana completa del mes de juliol. Cursos i tallers sobre cultura d'arrel vehiculen els diferents àmbits de la festa tradicional i popular dels Països Catalans.[8]

## Persones il·lustres
- Vicenç, Oronci, Víctor i Aquilina (segona meitat del segle iii - 305), màrtirs de l'Església catòlica.
- Guillem de Llívia (segle xi), sant venerat a Llívia.
- Romeu de Llívia (s.XII - 1261), frare de l'Orde de Predicadors i beat.
- Valentí Esparó i Giralt (1792 - 1859), industrial.
- Lluís Cutchet i Font (1815 - 1892), metge, periodista i polític.
- Josep Vinyet i Estebanell (1920 - 2015), escriptor i dinamitzador cultural.